# Пуайи, Франсуа де
Франсуа де Пуайи, или Франсуа де Пуайли (Старший) (фр. François de Poilly; 1623, Абвиль — 1 апреля 1693, Париж) — французский рисовальщик и гравёр. Основоположник большой семьи французских гравёров и французской школы репродукционной гравюры картин исторического жанра эпохи «большого стиля» Людовика XIV.

## Семья гравёров Пуайи
Франсуа де Пуайи Старший, гравёр эпохи Людовика XIV, был сыном ювелира Шарля де Пуайи. Его младший брат и ученик — Никола де Пуайи (1626—1698), а также сын Никола — Жан-Батист (1669—1728) были известными гравёрами. Другой сын Никола — Франсуа де Пуайи Младший (1671—1723), художник-декоратор и рисовальщик-орнаменталист «большого стиля». Третий сын Никола Старшего — Никола де Пуайи Младший (1675—1723), живописец и гравёр. Художниками были и другие члены семьи.

## Биография
Франсуа де Пуайи родился в Абвиле в семье ювелира, который дал ему первые уроки рисования. В Париже он стал учеником гравёра Пьера Даре. Затем Пуaйи отправился в Рим, где прожил семь лет у гравёра Корнелиса Блумарта, где и достиг мастерства в гравировальном искусстве.
В 1650-х годах в Риме Пуайи воспроизводил в гравюрах классические картины Рафаэля, Гвидо Рени, Аннибале Карраччи, в Париже — Пьера Миньяра, Шарля Лебрена, Никола Пуссена, Себастьяна Бурдона и Эсташа Лесюера.
Пуайи создал около четырёхсот гравюр. Среди них гравированные иллюстрации церемониальных одежд членов орденов, упомянутых в «Истории орденов Максимилиана Бюлло и Пьера Элио…» (Maximilien Bullot & Pierre Hélyot’s Histoire des ordres …", Ed. Nicolas Gosselin, Paris, 1719).
Знаменитым впоследствии гравёром стал ученик Франсуа де Пуайи — Герард (Жерар) Эделинк.

## Галерея
- Ваза. Офорт Пуайи по рисунку Жана Лепотра
- Ваза
- Ваза
- Aполлон и Клития. По рисунку Л. де Ла Ира
- Рождество
- Дева Мария со святой Анной, младенцами Иисусом и Иоанном Крестителем. По оригиналу Рафаэля
- Мистическое обручение Святой Екатерины Александрийской. По оригиналу Пьетро да Кортона